# مسابقه چهار روزه دانکرک
چهار روزهٔ دانکرک (فرانسوی: Quatre Jours de Dunkerque‎) یک مسابقهٔ دوچرخه‌سواری جاده است که به صورت سالانه در اوایل ماه مه در اطراف ناحیهٔ نور-پا-دو-کاله در شمال فرانسه برگزار می‌شود. نام این مسابقه، چهار روزه دانکرک است؛ ولی پس از افزوده شدن یک مرحله تایم تریل انفرادی در سال ۱۹۶۳، در بیشتر تاریخ خود در پنج یا شش روز برگزار شده‌است. از سال ۲۰۰۵ این مسابقه با درجه استثنایی (2.HC) جزئی از تور دوچرخه‌سواری اروپا بوده‌است.

## برندگان چندگانه
| پیروزی | رکابزن                       | دوره‌ها                 |
| ------ | ---------------------------- | ---------------------- |
| ۴      | فردی مرتنس (BEL)             | ۱۹۷۳، ۱۹۷۵، ۱۹۷۶، ۱۹۷۸ |
| ۳      | Jef Planckaert (BEL)         | ۱۹۵۷، ۱۹۶۰، ۱۹۶۳       |
| ۲      | ژاک آنکتیل (FRA)             | ۱۹۵۸، ۱۹۵۹             |
| ۲      | Jean-Luc Vandenbroucke (BEL) | ۱۹۸۰، ۱۹۸۵             |
| ۲      | Charly Mottet (FRA)          | ۱۹۸۹، ۱۹۹۱             |
| ۲      | Johan Museeuw (BEL)          | ۱۹۹۵، ۱۹۹۷             |
| ۲      | Sylvain Chavanel (FRA)       | ۲۰۰۲، ۲۰۰۴             |
| ۲      | Arnaud Démare (FRA)          | ۲۰۱۳، ۲۰۱۴             |